# 套利定价理论
套利定價理論（英語：Arbitrage Pricing Theory，縮寫：APT），為金融領域中的一個資產定價理論，由經濟學家斯蒂芬·罗斯於1976年提出。 APT认为金融资产的预期收益可以模拟为各种因素或理论市场指数的线性函数，对每个因素变化的敏感性则会透過因子特定的Beta係數表达。透過此模型导出的報酬率将用于对资产进行正确定价，即资产价格应等于以模型隐含的利率贴现的预期期末价格。如果价格出现分歧，套利应该使其恢复正常。

## 概要
作用與資本資產定價模型（CAPM）類似，只是以套利的角度切入，且CAPM只有一個因素，APT有多個。